# Prövningsnämnden för bankstödsfrågor
Prövningsnämnden för bankstödsfrågor var en statlig myndighet som verkade åren 1993–1996. Den inrättades tillsammans med Bankstödsnämnden. Den avvecklades när Insättningsgarantinämnden inrättades.
Myndigheten hade till uppgift att pröva vissa uppgifter, enligt lagen (1993:765) om statligt stöd till banker och andra kreditinstitut. I Prövningsnämnden fanns av regeringen, särskilt utsedda ledamöter och ersättare. Den ledamot som förordnats till ordförande var särskild administrativ chef för myndigheten. Vice ordförande var ställföreträdande administrativ chef.